# Krater Meteorytowy

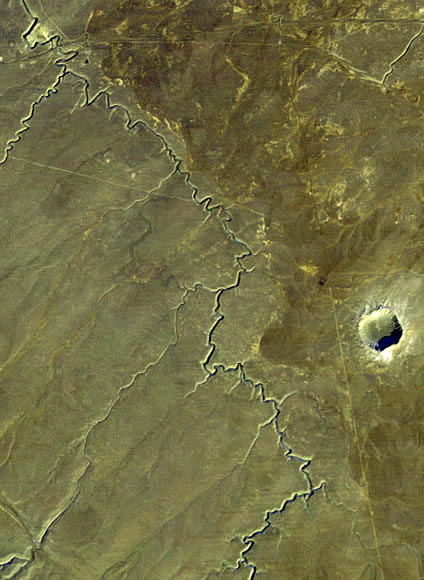
Widok na krater z kosmosu. Na lewo od krateru widać Canyon Diablo.

Krater Meteorytowy (lub Krater Barringera, ang. Meteor Crater, Barringer Crater) – krater uderzeniowy na obszarze Canyon Diablo hrabstwa Coconino stanu Arizona w Stanach Zjednoczonych, o średnicy 1200 metrów i głębokości 170 m. Ocenia się, że powstał około 50 tysięcy lat temu, w wyniku uderzenia meteorytu żelaznego o masie 300 000 ton poruszającego się z prędkością 12 km/s. Energia uderzenia odpowiada eksplozji 2,5 mln ton trotylu. Większość meteorytu stopiła się rozbryzgując się po okolicy (do dziś są znajdowane meteoryty w obszarze wielu kilometrów od krateru). Energia cieplna rozproszona w postaci wybuchu spowodowała wyrzucenie milionów ton skał tworząc krater i pokrywając na niemal 2 km (1 milę) ziemię pokruszonymi, częściowo stopionymi skałami zmieszanymi z fragmentami meteorytu.
Uważany za najlepiej zachowany krater na świecie, do czego przyczynił się pustynny klimat miejsca uderzenia. Erozja wodna niszczy go bardzo powoli, uboga roślinność nie stanowi zagrożenia, a erozja wiatrowa jest prawie niezauważalna.
Pierwszą osobą, która udowodniła, że krater powstał od uderzenia meteorytu był Daniel Barringer, amerykański geolog i przemysłowiec (stąd nazwa Krater Barringera). Jego rodzina jest obecnie właścicielem terenu, na którym leży krater i dlatego miejsce nie ma statusu Pomnika Narodowego USA, gdyż takowy musi być własnością federalną.
W latach 60. XX wieku amerykańscy astronauci z NASA na dnie krateru przeprowadzali treningi przed misją na Księżyc w ramach Programu Apollo.